# Jednostranná
Jednostranná je ulice v lokalitě Za Horou v katastrálním území Hloubětín na Praze 14, která začíná na ulici Celniční a má slepé zakončení. Směřuje na severovýchodovýchod. Nad ulicí vede most Průmyslové ulice, který je součástí Průmyslového polookruhu, a od jihu do ní ústí ulice Třešňová.
Ulice vznikla v souvislosti s výstavbou nouzové kolonie Za Horou po roce 1920, pojmenována byla však až v roce 1952. Nazvána je podle svého charakteru, že vede pouze jedním směrem (je slepá).
Zástavbu tvoří přízemní a jednopatrové rodinné domy, pouze v úseku kolem mostu je zeleň.